# 未知という名の船に乗り
未知という名の船に乗り（みちというなのふねにのり）は、作詞は阿久悠、作曲は小林亜星、編曲は若松正司の合唱曲。第48回（昭和56年〔1981年〕度）NHK全国音楽コンクール小学校の部の課題曲。

## 概要
歌謡曲などで有名な作詞・作曲家がコンビを組んで、同コンクール課題曲をはじめて担当することとなった。後に、阿久は昭和63年度（1988年度）の第55回において「時代－飛び立つ鳥は－」を、小林は1989年度（平成元年度）の第56回で「あたまの上に空」を手がけている。
変ロ長調、4/4拍子、テンポは4分音符=144と速く、楽譜上では、1番の最初16小節（伴奏除く）は斉唱、繰り返し記号の後の2番はパート別の合唱になる。